# ليدي كونستانس بولوير-ليتون
الليدي كونستانس جورجينا بولوير ليتون (بالإنجليزية: Lady Constance Bulwer-Lytton)‏ (12 يناير من عام 1869- 2 مايو من عام 1923)، والتي عُرفت أيضًا باسم كونستانس ليتون؛ هي ناشطة بريطانية مؤثرة في مجال حق تصويت المرأة وكاتبة ومحاضرة وناشطة في مجال إصلاح السجون، وحق النساء بالتصويت، وتحديد النسل. استعملت اسم جين وارتون في بعض الأحيان. 
رفضت ليتون خلفيتها الاجتماعية الناتجة عن ولادتها وترعرعها ضمن الطبقة الحاكمة المتميزة في المجتمع الإنجليزي من أجل الانضمام إلى الاتحاد الاجتماعي والسياسي للمرأة (WSPU) الذي ضم المجموعة الأكثر نضالًا من نشطاء حق تصويت المرأة ممن يقومون بحملات من أجل «حق النساء في التصويت».
سُجنت بعد ذلك أربع مرات، بما في ذلك مرة واحدة في والتون غاول في ليفربول تحت اسم جين وارتون المستعار، حيث أُطعمت بالقوة أثناء إضرابها عن الطعام. اختارت اسمًا مستعارًا وتنكرت بشخصية جين وارتون «خياطة لندنية قبيحة»، لتجنب تلقي معاملة خاصة وامتيازات بسبب اتصالاتها العائلية: إذ كانت ابنة نائب الملك وأخت أحد أعضاء مجلس اللوردات. كتبت منشورات عن حقوق المرأة، ومقالات في صحيفة ذا تايمز، وكتابًا نُشر في عام 1914 عن تجاربها بعنوان سجون وسجناء.
أثناء سجنها في هولواي خلال شهر مارس من عام 1909، استخدمت ليتون قطعة من المينا المكسورة من دبوس شعر لحفر الحرف «V» في لحم صدرها، إذ حفرت الحرف بالضبط عند قلبها. رمز حرف«V» إلى حق المرأة بالتصويت.
لم تتزوج ليتون طوال حياتها، بسبب رفض والدتها إعطاءها الإذن بالزواج من رجل من «نظام اجتماعي متدني»، في حين رفضت ليتون التفكير في الزواج من أي شخص آخر.
نُسبت النوبة القلبية والسكتة الدماغية التي تعرضت لهما ووفاتها المبكرة في سن 54 جزئياً إلى الصدمة الناتجة عن إضرابها عن الطعام وإطعام السلطات القسري لها داخل السجن.

## حق النساء في التصويت
بدأت المرحلة المنعزلة من حياة ليتون بالتغير بدءًا من عام 1905 عندما تركت لها خالتها/ عرابتها، ليدي بلومفيلد 1000جنيه إسترليني في عقارها. تبرعت بهذا المبلغ لإحياء رقصة موريس، وتشير سجلات عائلتها إلى «اقتراح شقيقها نيفيل أنها قدمت المبلغ إلى نادي إسبرانس، وهي مجموعة صغيرة للغناء والرقص من فتيات الطبقة العاملة»، حيث كان تعلم رقصة موريس جزءًا من اختصاصهن. أسست إيميلاين بيثيك- لورنس وماري نيل نادي إسبرانس استجابةً للظروف العصيبة التي تعرضت لها الفتيات في تجارة الملابس في لندن.

### تحول اهتمامها نحو قضية حق النساء في التصويت (1908)
اكتمل تحول اهتمام كونستانس ليتون نحو قضية النضال من أجل حق الاقتراع بين سبتمبر من عام 1908 وأكتوبر من عام 1909. كتبت ليتون إلى أديلا سميث في 10 سبتمبر من عام 1908:
قابلت بعض الناشطات في مجال حق المرأة في التصويت في [«نزل جرين ليدي» الذي يديره نادي إسبرانس في ليتل هامبتون ... لقد أصبحن على تماس شخصي مباشر مع انتهاكات السجون. وهكذا اكتسبت هوايتي لإصلاح السجون قوة جديدة ... أنوي مقابلة المفتشة في سجن هولواي، وسوف أشارك في وجبة إفطار حق النساء في التصويت مع الدفعة التالية من سجناء حق النساء في التصويت اللواتي سيُفرج عنهن في 16 سبتمبر. لقد تحدثت طويلاً مع السيدة بيثيك لورنس. تحدثت في الغالب عن حق النساء في التصويت، ولكنها لم تتقبل تحول كامل اهتمامي إلى هذه القضية على الرغم من تعاطفي معها بسبب انتقاداتي لبعض أساليبها.
التقت ليتون لاحقًا بناشطات أخريات في مجال حق النساء في التصويت، بما في ذلك آني كيني وبيثيك لورنس، في نزل غرين ليدي وفي جولة في سجن هولواي. كتبت إلى والدتها في 14 أكتوبر من عام 1908:
ذهبت إلى مكتب الناشطات في مجال حق النساء في التصويت من أجل رؤية السيدة لورنس وتهنئتها على اجتماع اليوم السابق، وللاستفسار عن آخر الأخبار، ولأقول لها في النهاية: «أنت تعرفين تحفظاتي على بعض طرقك، لكن تعاطفي معك أكبر بكثير من تعاطفي مع أي من خصومك ... أريد أن أكون مفيدةً إذا استطعت. هل هناك أي شيء يمكنني القيام به لمساعدتك؟» وتلا ذلك قدر كبير من الحديث الإيجابي، إذ قالت «نعم»، يمكنني مساعدتهم. هل يمكنني التأكد من أنه طُلب من هربرت غلادستون أن يعامل ناشطات حق المرأة في التصويت على أنهن مخالفات سياسيات، إذ انهن بالفعل كذلك، وليس على أنهن مجرمات عاديات، وهن ليسن كذلك؟

قالت في كتابها سجون وسجناء: «لقد حاولت النساء مرارًا وتكرارًا ودائماً عبثًا جميع الوسائل السلمية المتاحة لهن للتأثير على الحكومات المتعاقبة. كانت المواكب والالتماسات عديمة الفائدة تمامًا. قررت في يناير من عام 1909 أن أصبح عضوًا في الاتحاد الاجتماعي والسياسي للمرأة (WSPU)». قدمت ليتون خطابات أثناء عملها مع الاتحاد الاجتماعي والسياسي للمرأة في جميع أنحاء البلاد، واستخدمت اتصالاتها العائلية من أجل دعم حملتها في البرلمان. كتبت إلى وزير الداخلية هربرت غلادستون طالبةً الإفراج عن إميلين بانكيرست وكريستابيل بينكورست من السجن.
يوم الجمعة، 8 أكتوبر من عام 1909، كنا أنا وكريستابيل بينكورست في طريقنا إلى نيوكاسل. كنت قد قررت أن أرمي حجر. ذهبنا إلى هايماركت [منطقة في وسط نيوكاسل] حيث من المحتمل أن تمر السيارة مع السيد لويد جورج [وزير المالية]. عندما بان المحرك خرجتُ إلى الطريق، ووقفت مستقيمة أمام السيارة، وصرخت «كيف يمكنك، أنت الذي تزعم أنك تدعم قضية النساء، أن تبقى في حكومة ترفض السماح لهن بالتصويت، وتضطهدهن لطلبهن ذلك»، وألقيت بالحجارة على السيارة. هدفت إلى تجنب إصابة السائق أو الركاب.

## الموت والتأبين
لم تتعاف كونستانس ليتون أبدًا من المعاملة التي تلقتها في السجن والأزمة القلبية والسكتات الدماغية، ورعتها والدتها في كنيبورث. عاشتا في هوموود، المنزل الذي صممه صهر كونستانس إدوين لوتينز. توفيت ليتون في عام 1923، عن عمر 54 عامًا، بعد أيام فقط من انتقالها من هوموود إلى شقة في بادنغتون، لندن، في محاولة منها لاستئناف حياتها النشاطية. وقد دفنت بعد وضع كل من اللون الأرجواني والأبيض والأخضر على تابوتها باعتبارها ألوان الناشطات في مجال حق النساء في التصويت. يوجد رفاتها في ضريح العائلة.

## الجدول الزمني
مقتطف محرَّر من نصب آل كنيبورث التذكاري:
- 1869 - ولدت السيدة كونستانس جورجينا ليتون.
- 1880 – غادرت العائلة الهند.
- 1887 - تزوجت الأخت بيتي من جيرالد بلفور (شقيق آرثر).
- 1897 - تزوجت الأخت إميلي من المهندس المعماري إدوين لوتينز.
- 1908 - وفاة العرابة السيدة بلومفيلد، مخلفةً وراءها 1000 جنيه إسترليني. تجتمع ليتون بعد ذلك مع آني كيني وإيميلين بيثيك لورانس.
- 1909 – أصبحت ليتون عضوًا رسميًا في الاتحاد الاجتماعي والسياسي للمرأة.
- 1909 – سجنت ليتون لأول مرة في فبراير من هذا العام.
- 1909 - نُشر كتيبها «لا أصوات للنساء: رد على بعض منشورات مكافحة حق النساء في التصويت الأخيرة».
- 1909 – سُجنت ليتون للمرة الثانية في هولواي في أكتوبر.
- 1910 – تتنكرت ليتون في زي جين وارتون وسجنت للمرة الثالثة في والتون غاول، ليفربول، في ظروف رهيبة. إذ أُطعمت بالقوة عدة مرات.
- 1910 - كتبت عن تجاربها في صحيفة ذا تايمز.
- 1911 – سُجنت ليتون للمرة الرابعة في هولواي في نوفمبر.
- 1912 - تعرضت لسكتة دماغية لم تتعافى منها أبدًا، لكنها استمرت في كتابة سجون وسجناء: سرد للوقت الذي قضته في الحجز.
- 1914 – نُشر كتاب سجون وسجناء.[16]
- 1918 – إقرار قانون تمثيل الشعب لعام 1918 الذي منح حق التصويت لجميع الرجال والنساء فوق سن الثلاثين.
- 1923 - وفاة ليتون عن عمر 54 عامًا.
- 1928 - قانون تمثيل الشعب لعام 1928 الذي منح النساء حق التصويت على نفس الأسس التي امتلكها الرجال.

## وصلات خارجية
- أعمال ليدي كونستانس بولوير-ليتون في ليبري فوكس